# 江南镇 (宜宾市)
江南镇，是中华人民共和国四川省宜宾市南溪区下辖的一个乡镇级行政单位。2019年8月，撤销马家乡，将其所属行政区域划归江南镇管辖。

## 行政区划
江南镇下辖以下地区：
城市社区、红星村、红联村、红丰村、红伟村、红卫村、红林村、红岭村、登高村、天堂村、自由村、底坝村、石牛村、大堰村、二郎村和新塔村、马家社区、平泉村、楠木村、大阳村、华林村、济民村、青年村、大明村、雄英村、新立村、和平社区村、白塔村和社林村。